# Brycon
Brycon is een geslacht van straalvinnige vissen uit de familie van de karperzalmen (Characidae).

## Soorten
- Brycon alburnus (Günther, 1860)
- Brycon amazonicus (Spix & Agassiz, 1829)
- Brycon argenteus Meek & Hildebrand, 1913
- Brycon atrocaudatus (Kner, 1863)
- Brycon behreae Hildebrand, 1938
- Brycon bicolor Pellegrin, 1909
- Brycon cephalus (Günther, 1869)
- Brycon chagrensis (Kner, 1863)
- Brycon coquenani Steindachner, 1915
- Brycon coxeyi Fowler, 1943
- Brycon dentex Günther, 1860
- Brycon devillei (Castelnau, 1855)
- Brycon falcatus Müller & Troschel, 1844
- Brycon ferox Steindachner, 1877
- Brycon fowleri Dahl, 1955
- Brycon gouldingi Lima, 2004
- Brycon guatemalensis Regan, 1908
- Brycon henni Eigenmann, 1913
- Brycon hilarii (Valenciennes, 1850)
- Brycon insignis Steindachner, 1877
- Brycon labiatus Steindachner, 1879
- Brycon medemi Dahl, 1960
- Brycon meeki Eigenmann & Hildebrand, 1918
- Brycon melanopterus (Cope, 1872)
- Brycon moorei Steindachner, 1878
- Brycon nattereri Günther, 1864
- Brycon obscurus Hildebrand, 1938
- Brycon oligolepis Regan, 1913
- Brycon opalinus (Cuvier, 1819)
- Brycon orbignyanus (Valenciennes, 1850)
- Brycon orthotaenia Günther, 1864
- Brycon pesu Müller & Troschel, 1845
- Brycon petrosus Meek & Hildebrand, 1913
- Brycon polylepis Moscó Morales, 1988
- Brycon posadae Fowler, 1945
- Brycon rubricauda Steindachner, 1879
- Brycon sinuensis Dahl, 1955
- Brycon stolzmanni Steindachner, 1879
- Brycon striatulus (Kner, 1863)
- Brycon unicolor Moscó Morales, 1988
- Brycon vermelha Lima & Castro, 2000
- Brycon whitei Myers & Weitzman, 1960